# Єгипетсько-хеттська мирна угода
Єгипетсько-хеттська мирна угода, також відома як Вічна мирна угода, або Срібна угода — єдина збережена близькосхідна угода, яка збереглася у двох сторін договору. Іноді називається Кадеським договором після добре задокументованої битви при Кадеші, яка відбулась за 16 років до укладання договору, проте, Кадеш не згадується у тексті угоди. Обидва варіанти угоди були предметом ретельного вивчення науковцями. Угода не забезпечила миру, а атмосфера ворожості між хеттами і Єгиптом тривала багато років, поки не була підписана союзна угода.